# 北緯24度線
北緯24度線（ほくい24どせん）は、地球の赤道面より北に24度の角度を成す緯線。アフリカ、アジア、インド洋、太平洋、北アメリカ、大西洋を通過する。
この緯度の下では、夏至点時の可照時間は13時間37分で、冬至点時は10時間39分である。

## 通過する地域一覧
北緯24度線は、本初子午線から東に向かって以下の場所を通っている。
| 地理座標                                               | 国土・領土・領海 | 備考 |
| ------------------------------------------------------ | ---------------- | --- |
| 北緯24度0分 東経0度0分 / 北緯24.000度 東経0.000度      | アルジェリア     | |
| 北緯24度0分 東経11度42分 / 北緯24.000度 東経11.700度   | リビア           | |
| 北緯24度0分 東経25度0分 / 北緯24.000度 東経25.000度    | エジプト         | |
| 北緯24度0分 東経35度42分 / 北緯24.000度 東経35.700度   | 紅海             | |
| 北緯24度0分 東経38度9分 / 北緯24.000度 東経38.150度    | サウジアラビア   | |
| 北緯24度0分 東経51度41分 / 北緯24.000度 東経51.683度   | アラブ首長国連邦 | アブダビ首長国 - 約13km |
| 北緯24度0分 東経51度49分 / 北緯24.000度 東経51.817度   | ペルシャ湾       | |
| 北緯24度0分 東経52度19分 / 北緯24.000度 東経52.317度   | アラブ首長国連邦 | アブダビ首長国 |
| 北緯24度0分 東経55度35分 / 北緯24.000度 東経55.583度   | オマーン         | |
| 北緯24度0分 東経57度6分 / 北緯24.000度 東経57.100度    | インド洋         | アラビア海 |
| 北緯24度0分 東経67度24分 / 北緯24.000度 東経67.400度   | パキスタン       | シンド州 |
| 北緯24度0分 東経68度45分 / 北緯24.000度 東経68.750度   | インド           | グジャラート州 ラージャスターン州 - 約12km グジャラート州 - 約8km ラージャスターン州 マディヤ・プラデーシュ州 ラージャスターン州 マディヤ・プラデーシュ州 ウッタル・プラデーシュ州 チャッティースガル州 ジャールカンド州 西ベンガル州 |
| 北緯24度0分 東経88度44分 / 北緯24.000度 東経88.733度   | バングラデシュ   | 約1km |
| 北緯24度0分 東経88度45分 / 北緯24.000度 東経88.750度   | インド           | 西ベンガル州 - 約2km |
| 北緯24度0分 東経88度46分 / 北緯24.000度 東経88.767度   | バングラデシュ   | |
| 北緯24度0分 東経91度22分 / 北緯24.000度 東経91.367度   | インド           | トリプラ州 ミゾラム州 |
| 北緯24度0分 東経93度20分 / 北緯24.000度 東経93.333度   | ミャンマー       | 約14 km |
| 北緯24度0分 東経93度28分 / 北緯24.000度 東経93.467度   | インド           | マニプル州 - 約15km |
| 北緯24度0分 東経93度37分 / 北緯24.000度 東経93.617度   | ミャンマー       | 約16km |
| 北緯24度0分 東経93度46分 / 北緯24.000度 東経93.767度   | インド           | マニプル州 |
| 北緯24度0分 東経94度13分 / 北緯24.000度 東経94.217度   | ミャンマー       | |
| 北緯24度0分 東経97度36分 / 北緯24.000度 東経97.600度   | 中華人民共和国   | 雲南省 - 約28km |
| 北緯24度0分 東経97度53分 / 北緯24.000度 東経97.883度   | ミャンマー       | |
| 北緯24度0分 東経98度46分 / 北緯24.000度 東経98.767度   | 中華人民共和国   | 雲南省 広西チワン族自治区 広東省 福建省 |
| 北緯24度0分 東経117度48分 / 北緯24.000度 東経117.800度 | 南シナ海         | 台湾海峡 |
| 北緯24度0分 東経120度21分 / 北緯24.000度 東経120.350度 | 中華民国         | 台湾（ 中華人民共和国が領有権主張） |
| 北緯24度0分 東経121度38分 / 北緯24.000度 東経121.633度 | 太平洋           | 日本・波照間島の南を通過 日本・南硫黄島の南を通過 日本・南鳥島の南を通過 アメリカ合衆国・ハワイ州ターン島の北を通過 |
| 北緯24度0分 西経110度55分 / 北緯24.000度 西経110.917度 | メキシコ         | バハ・カリフォルニア半島 |
| 北緯24度0分 西経109度49分 / 北緯24.000度 西経109.817度 | カリフォルニア湾 | |
| 北緯24度0分 西経107度4分 / 北緯24.000度 西経107.067度  | メキシコ         | |
| 北緯24度0分 西経97度44分 / 北緯24.000度 西経97.733度   | メキシコ湾       | |
| 北緯24度0分 西経80度21分 / 北緯24.000度 西経80.350度   | バハマ           | ケイ・サル・バンク |
| 北緯24度0分 西経79度50分 / 北緯24.000度 西経79.833度   | 大西洋           | |
| 北緯24度0分 西経77度50分 / 北緯24.000度 西経77.833度   | バハマ           | アンドロス島 |
| 北緯24度0分 西経77度32分 / 北緯24.000度 西経77.533度   | 大西洋           | |
| 北緯24度0分 西経76度20分 / 北緯24.000度 西経76.333度   | バハマ           | エグズーマ |
| 北緯24度0分 西経76度19分 / 北緯24.000度 西経76.317度   | 大西洋           | バハマ・キャット島の南を通過 バハマ・コンセプション島の北を通過 |
| 北緯24度0分 西経74度32分 / 北緯24.000度 西経74.533度   | バハマ           | サン・サルバドル島 |
| 北緯24度0分 西経74度27分 / 北緯24.000度 西経74.450度   | 大西洋           | |
| 北緯24度0分 西経15度40分 / 北緯24.000度 西経15.667度   | 西サハラ         | モロッコが領有権主張 |
| 北緯24度0分 西経12度0分 / 北緯24.000度 西経12.000度    | モーリタニア     | |
| 北緯24度0分 西経6度27分 / 北緯24.000度 西経6.450度     | マリ             | |
| 北緯24度0分 西経3度15分 / 北緯24.000度 西経3.250度     | アルジェリア     | |